# S/2003 J 18
S/2003 J 18 er en af planeten Jupiters måner: Den blev opdaget 6. februar 2003 af Brett J. Gladman, John J. Kavelaars, Jean-Marc Petit, Lynne Allen, Scott S. Sheppard, David C. Jewitt og Jan Kleyna. Den har i skrivende stund (august 2005) ikke officielt fået tildelt et egentligt navn af den Internationale Astronomiske Union, men når det sker, vil det blive et navn der følger en konvention om at give Jupitermåner med retrograd omløb et navn der ender på bogstavet e.
S/2003 J 18 er en af i alt 16 Jupiter-måner i den såkaldte Ananke-gruppe; 16 måner med omtrent samme omløbsbane som månen Ananke.
| Naturvidenskab | Spire Denne naturvidenskabsartikel er en spire som bør udbygges. Du er velkommen til at hjælpe Wikipedia ved at udvide den. |